# Vịnh

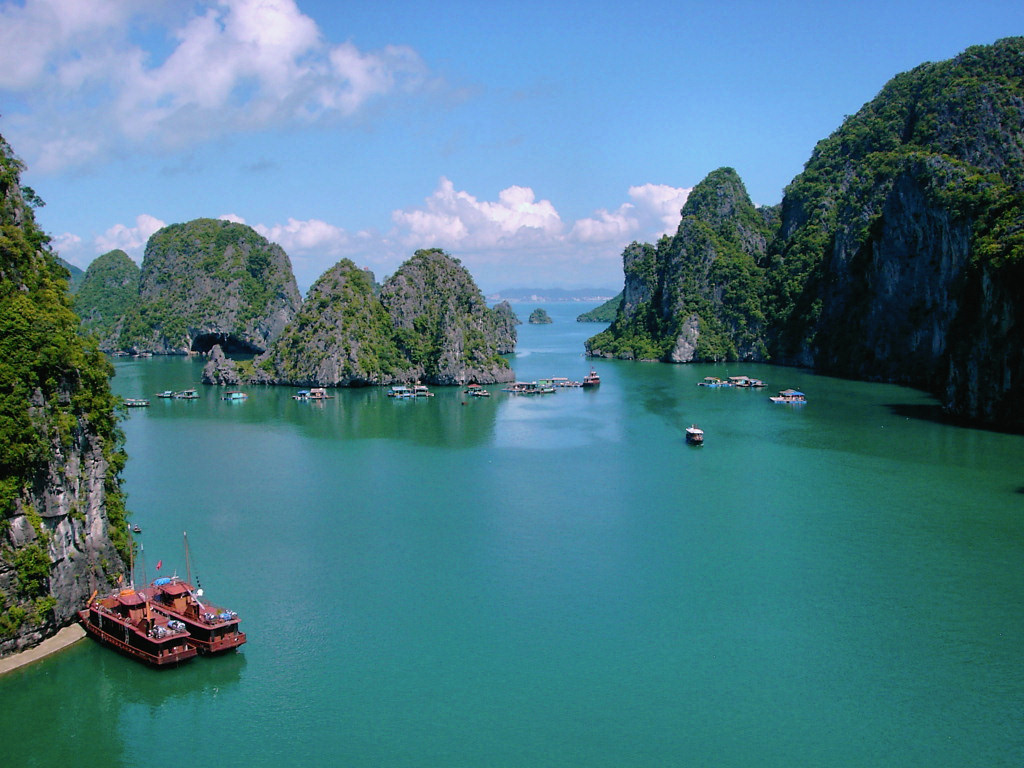
Một phần của Vịnh Hạ Long

Vịnh là vùng nước nằm sâu nhoi vào đất liền, được đất liền bao bọc ở ba phía. Vịnh nằm ở biển

## Địa chất họcvàđịa lý học
Theo Từ điển Dầu khí do Tổng Hội Địa chất Việt Nam xuất bản năm 2004 thì "Vịnh là vùng nước rộng ăn sâu vào đất liền, nơi đường bờ biển có dạng đường cong lớn. Vũng là vùng nước có những đặc điểm tương tự nhưng nhỏ hơn vịnh".
Theo "Từ điển Địa chất giải thích" (Nguyễn Văn Chiển và nnk, 1979) thì "Vịnh là phần biển ăn sâu vào lục địa, có cửa mở rộng ra phía khơi với chiều rộng đáng kể. Vũng biển là phần biển ăn sâu vào lục địa, nối với ngoài khơi thường chỉ bằng các khe, lạch không lớn... Vũng biển còn được gọi là vịnh nhỏ".
Trần Đức Thạnh và đồng nghiệp trong cuốn sách: "Vũng vịnh ven bờ biển Việt Nam và tiềm năng sử dụng", đã định nghĩa: "vũng vịnh là một phần của biển lõm vào lục địa hoặc do đảo chắn tạo thành một vùng nước khép kín ở mức độ nhất định mà trong đó động lực biển thống trị ".
Các vũng vịnh Việt Nam được chia thành 3 cấp: cấp 1- vịnh biển (gulf); Cấp 2 - vịnh ven bờ (bay), trong đó có cả vịnh bờ đá  và cấp 3: Vũng (bight, shelter). Vũng vịnh ven bờ (coastal bay) là  thuật  ngữ  chỉ một nhóm các vịnh (bay) và vũng (bight, shelter) ở ven bờ có độ sâu thường không quá 30m.Trong tiếng nước ngoài còn có khái niệm embayment, gọi Việt hóa là vịnh bờ đá. Đó là một vùng lõm của bờ đá gốc, vốn là các thung lũng sông ngập chìm dạng Rias hoặc Fjord. Vịnh Xuân Đài ở Phú Yên là một vịnh bờ đá tiêu biểu, hầu như toàn bộ bờ là đá gốc, diện tích khá lớn (61km2), sâu nhất 20m, sâu trung bình 10m.
Ở Việt Nam, các vũng có diện tích dưới 50 km2, các vịnh ven bờ có diện tích từ 50 km2 trở lên. Thống kê trên bản đồ tỷ lệ 1/100.000 cho biết ở ven bờ biển Việt Nam có tổng số 48 vũng vịnh với tổng diện tích khoảng 4000km2 .
Tuy nhiên, theo cách hiểu thông thường, chúng ta thường hay nhầm lẫn giữa "vịnh lớn" (Gulf), "vịnh" (Bay) và "vũng" (small bay) nên thường hay nói "Vịnh Bắc Bộ" (Gulf of Tonkin), "Vịnh Hạ Long" (Ha Long Bay), "Vịnh Bái Tử Long" (Bai Tu Long Bay) hoặc "Vịnh Cam Ranh" (Cam Ranh Bay).
Để phân biệt rõ hơn các khái niệm "vịnh lớn", "vịnh" và "vũng" và vũng có thể tham khảo trong Từ điển Địa chất Mỹ xuất bản năm 1987, tái bản năm 2001. Theo đó thì "Vịnh (bay) là một vùng nước biển hay hồ rộng lớn, mở hoặc nằm giữa hai mũi nhô ven bờ hoặc các hòn, các đảo nhỏ ven bờ. Vịnh lớn hơn vũng (cove, small bay) nhưng nhỏ hơn, nông hơn những vùng nước biển và đại dương lớn được ôm bởi những vòng cung bờ biển dài thông với đại dương được gọi là vịnh lớn (gulf)".

## Những vịnh nổi tiếng

### Châu Phi
- Vịnh Guinea
- Vịnh Sidra, dọc bờ biển của Tunisia và Libya

### Châu ÂuvàĐại Tây Dương
- Vịnh Biscay ở Pháp và Tây Ban Nha
- Vịnh Lyme, Anh

### Châu ÂuvàBiển Baltic

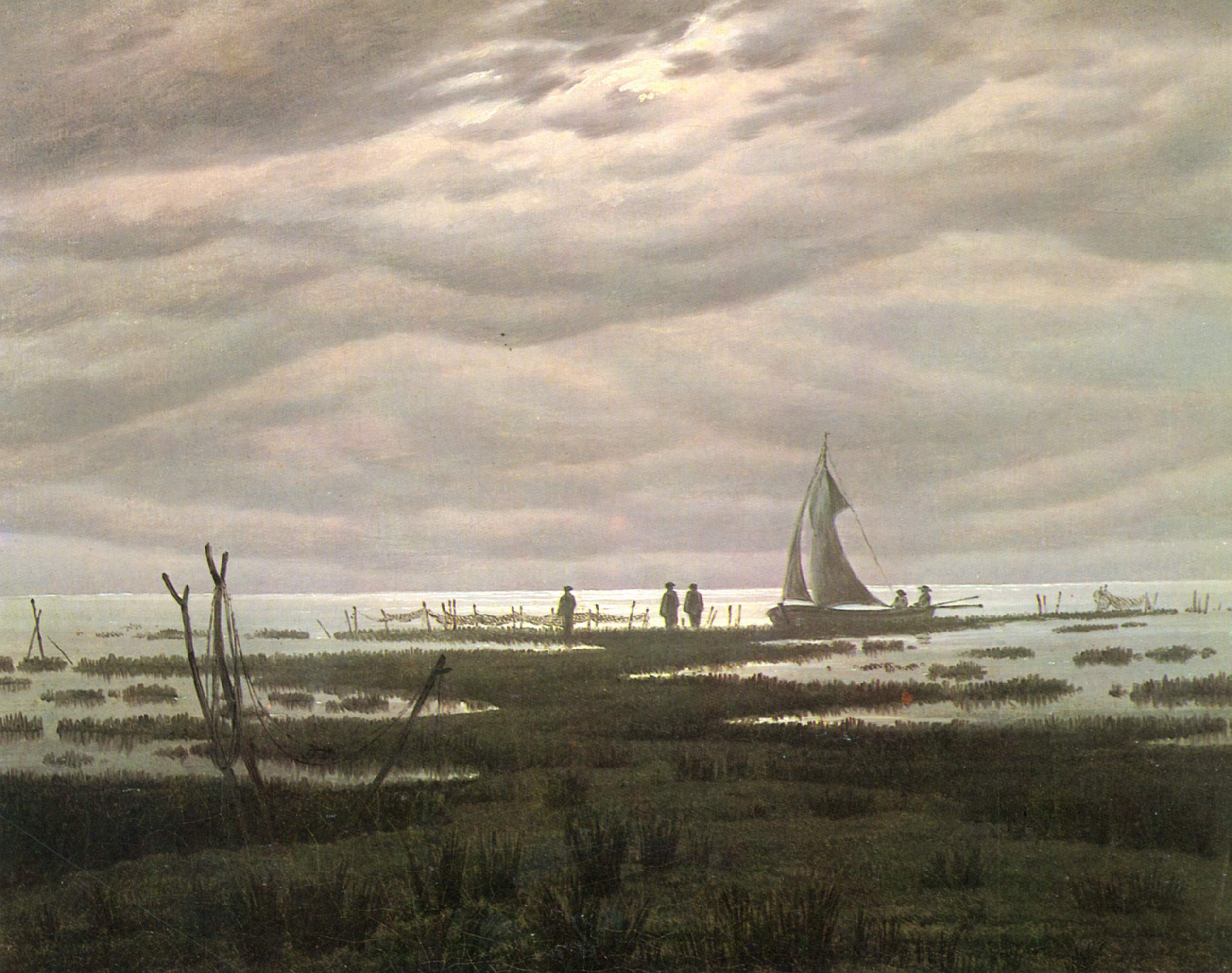
Flachlandschaft am Greifswalder Bodden (Phong cảnh Bằng phẳng trên Vịnh Greifswald), Caspar David Friedrich, vào khoảng 1830–1834

- Vịnh Bothnia giữa Thụy Điển và Phần Lan
- Vịnh Phần Lan giữa Phần Lan và Estonia
- Vịnh Gdańsk giữa Ba Lan và Kaliningrad Oblast (Nga)
  - Vịnh Puck
  - Vịnh Vistula
- Vịnh Pomerania giữa Ba Lan và Đức
  - Vịnh Szczecin
- Vịnh Greifswald, Đức
- Vịnh Mecklenburg, giữa Đức và Đan Mạch
- Vịnh Lübeck, Đức
- Vịnh Kiel, giữa Đức và Đan Mạch
- Vịnh Riddarfjärden, Stockholm (Thụy Điển)

### Châu ÂuvàĐịa Trung Hải
- Vịnh Kotor ở Biển Adriatic, Montenegro

### Châu Á

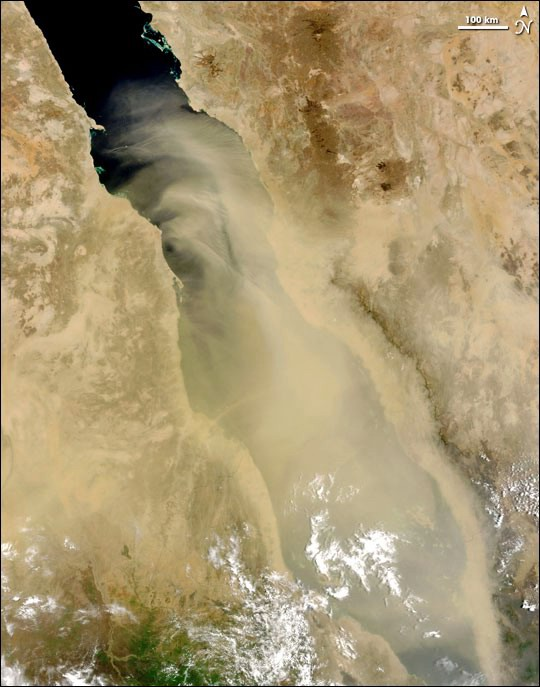
Bão cát trên Hồng Hải

- Vịnh Bengan, gần Bengal (Ấn Độ/Bangladesh)
- Bohai (Trung Quốc)
  - Vịnh Bột Hải
  - Vịnh Laizhou
  - Vịnh Liaodong
- Vịnh Cambay (Vịnh Khambhat), Gujarat (Ấn Độ)
- Vịnh Kutch, Gujarat (Ấn Độ)
- Vịnh Manila ở đảo Luzon (Philippines)
- Vịnh Péc xích giữa Ả Rập Xê Út, Kuwait, Iraq, và Iran
- Hồng Hải
- Vịnh Subic ở đảo Luzon (Philippines), nơi của cựu căn cứ Hải quân Hoa Kỳ
- Vịnh Thái Lan
- Vịnh Bắc Bộ, Việt Nam
- Vịnh Hạ Long, Việt Nam
- Vịnh Cam Ranh, Việt Nam
- Vịnh Dung Quất,Việt Nam

### Bắc Mỹ,Trung Mỹ, vàBiển Caribbean

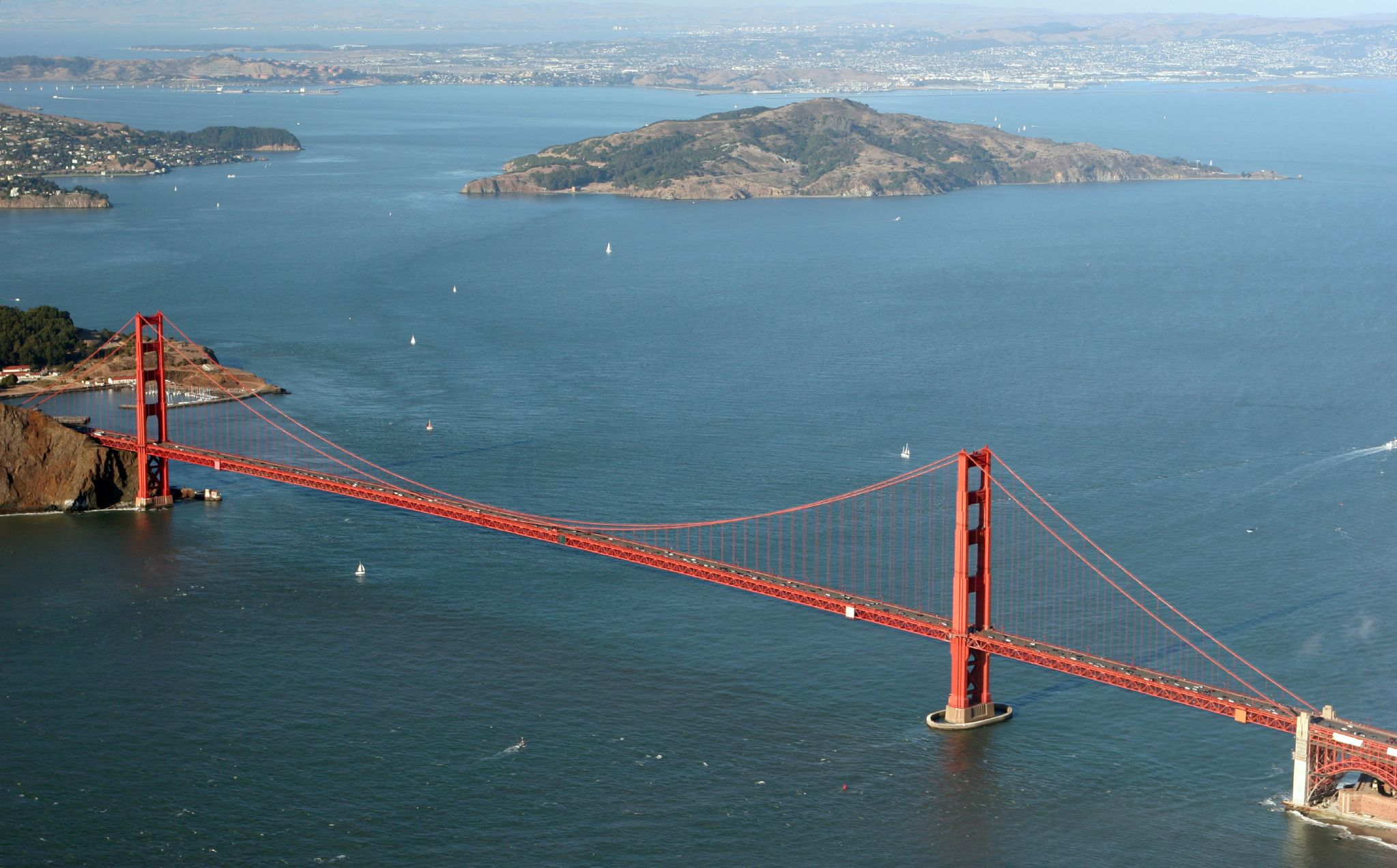
Cầu Cổng Vàng băng qua Cổng Vàng, miệng của Vịnh San Francisco

- Vịnh Baffin giữa Canada và Greenland
- Bahía de Banderas, México
- Vịnh Green Bay, Wisconsin
- Vịnh Con Heo (Bay of Pigs), Cuba
- Vịnh Fundy giữa Nova Scotia và New Brunswick
- Vịnh Buzzards, Massachusetts
- Vịnh Cape Cod, Massachusetts
- Vịnh Chesapeake, phần lớn ở Maryland
- Vịnh Delaware giữa Delaware và New Jersey
- Vịnh Galveston, Texas
- Vịnh George (Georgian Bay) ở Hồ Huron
- Vịnh Grand Traverse, Michigan
- Vịnh California giữa bán đảo Baja California và lục địa México
- Vịnh Santa Catalina, California
- Vịnh Maine, Maine
- Vịnh México giữa México và Hoa Kỳ
- Vịnh Hudson giữa các tỉnh bang và lãnh thổ Canada Manitoba, Ontario, Québec, và Nunavut
- Vịnh James giữa Ontario và Québec, chảy vào opens vịnh Hudson về phía bắc
- Vịnh Massachusetts, Massachusetts
- Vịnh Mobile (Mobile Bay), Alabama
- Vịnh Monterey, California
- Vịnh Narragansett, Rhode Island
- Vịnh Penobscot, Maine
- Vịnh Saginaw, Michigan
- Vịnh San Francisco, California
- Tampa Bay (Vịnh Tampa), Florida
- Vịnh Thunder, Ontario (Canada)

### Nam Mỹ
- Vịnh Bengal nằm giữa bán đảo Ấn Độ, bán đảo Trung Nam, quần đảo Andeman và quần đảo Nicobar. Tổng diện tích 2.173 triệu km². Độ sâu trung bình 2.586m. Nhiệt độ nước 25-27 độ C. Sông Hằng và sông Brahmaputra đổ vào phía Bắc vịnh làm thành những cửa sông rộng. Trong vịnh có các đảo Andeman và Nicobar. Các cảng quan trọng là Madras của Ấn Độ và Chita của Bangladesh

### Châu Đại Dương

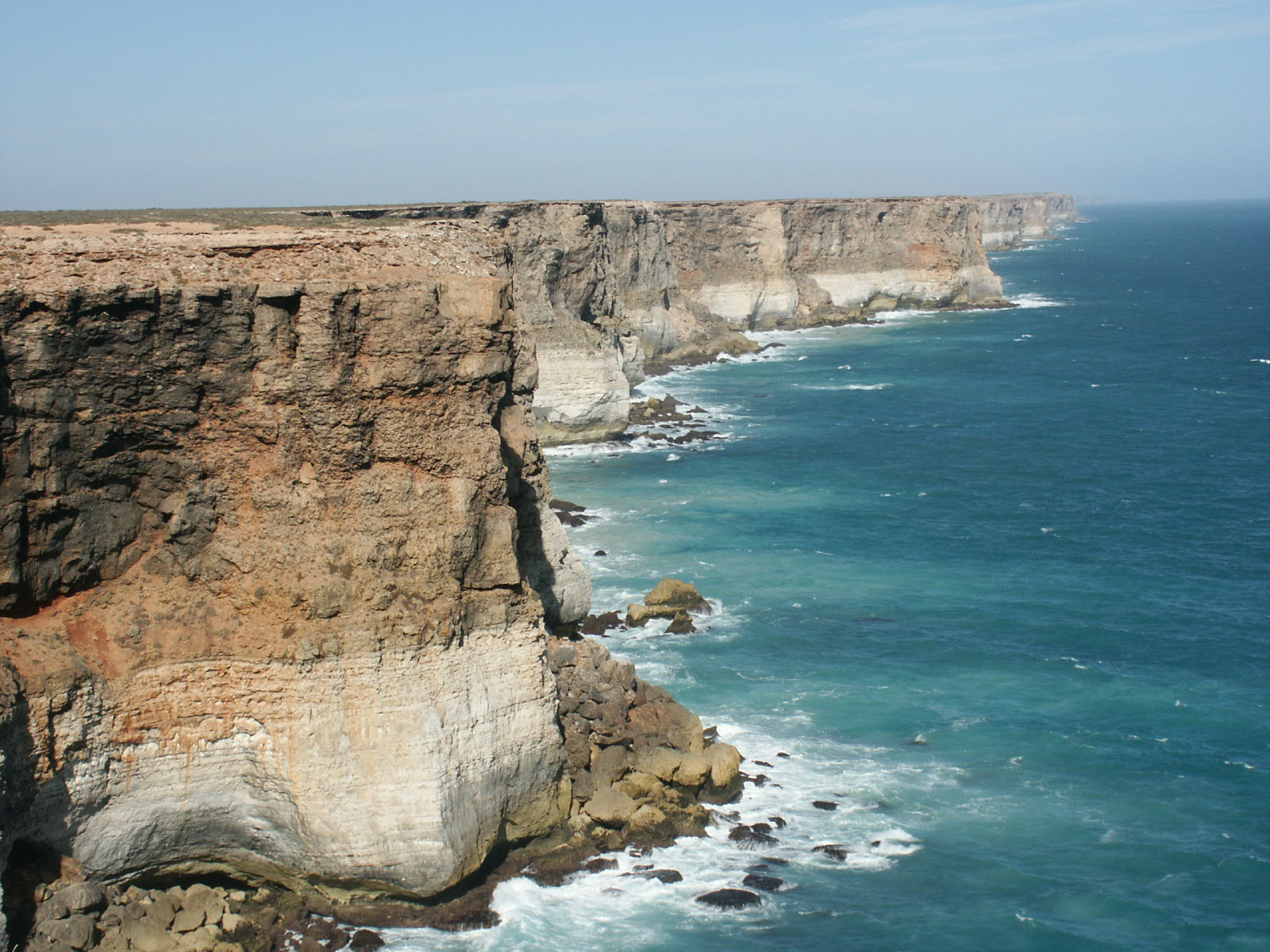
Great Australian Bight

- Great Australian Bight cách biển nam của Úc
- Botany Bay (Vịnh Thực vật), gần Sydney (Úc)
- Vịnh Carpentaria, Úc
- Bay of Islands, New Zealand
- Bay of Plenty, New Zealand
- Vịnh Hauraki, New Zealand
- Vịnh Hawke, New Zealand
- North Taranaki Bight, New Zealand
- Vịnh Port Phillip, Úc
- South Taranaki Bight, New Zealand
- Vịnh Tasman, New Zealand

## Vịnh giả
Cũng có những cái được gọi là "vịnh", nhưng thực sự là eo biển:
- Vịnh Oman
- Vịnh Aden